# Expo Toledo
A Expo Toledo é uma feira agroindustrial promovida anualmente pela Sociedade Rural de Toledo, em parceria com a prefeitura local, desde 1998. A exposição tem como foco os setores da indústria , comércio e agronegócio da cidade e região.
É realizada no Centro de Eventos Ismael Sperafico e atrai cerca de cem mil pessoas a cada edição. O evento traz diversas atrações, como exposição de maquinários agrícolas e de animais, tecnologias para o campo, shows, rodeios, gastronomia, leilões e parque de diversão.